# 默内-普朗什
默内-普朗什（法語：Meunet-Planches，法語發音：[mœnɛ plɑ̃ʃ]）是法国安德尔省的一个市镇，位于该省东部，属于伊苏丹区。该市镇于1817年由原市镇默内（Meunet）和普朗什（Planches）合并而成。

## 地理
默内-普朗什（46°50'14"N, 1°57'25"E）面积26.73 平方千米，位于法国中央-卢瓦尔河谷大区安德尔省，该省份为法国中部省份，北起卢瓦-谢尔省，西北接安德尔-卢瓦尔省，西南接维埃纳省，南至克勒兹省和上维埃纳省，东临谢尔省。
与默内-普朗什接壤的市镇（或旧市镇、城区）包括：昂布罗、博米耶、布里沃、孔代、圣欧班、蒂宰、武永。

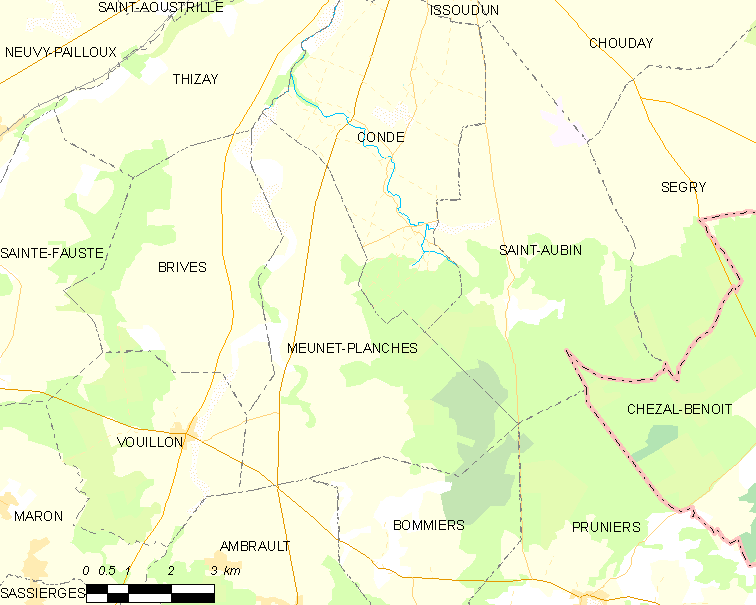
默内-普朗什的OSM定位图

默内-普朗什的时区为UTC+01:00、UTC+02:00（夏令时）。

## 行政
默内-普朗什的邮政编码为36100，INSEE市镇编码为36121。

## 政治
默内-普朗什所属的省级选区为拉沙特尔县。

## 人口

1962-2008年间默内-普朗什人口变化图示

默内-普朗什于2022年1月1日时的人口数量为168人。